# Myotis albescens
Myotis albescens é uma espécie de morcego da família Vespertilionidae. Pode ser encontrada no México, Guatemala, Honduras, Nicarágua, Costa Rica, Panamá, Colômbia, Venezuela, Guiana, Suriname, Equador, Peru, Brasil, Uruguai, Argentina, Paraguai e Bolívia.